# Галичанин (альманах)
Галичанинъ — русофильский литературный сборник, издававшийся во Львове в 1862—1863 годах. Всего было издано 4 выпуска. Редакторами и издателями первых двух выпусков стали Я. Головацкий и Б. Дедицкий, выпуска 3/4 — Б. Дедицкий. Печатался в типографии Ставропигийского института.
На страницах альманаха печатались поэтические произведения, рассказы писателей Галиции, Буковины, Закарпатья и Поднепровской Украины (в частности, А. Кониского (под псевдонимами Ф. Верниволя и Сирота с Украины), И. Гушалевича, А. Духновича, А. Огоновского, Ю. Федьковича, А. Торонского, И. Воробкевича (Данило Млака), П. Кулиша, М. Попеля, А. Кралицкого, А. Заклинского, И. Озаркевича, Н. Устиановича, В. Залозецкого, Д. Мордовцева, Н. Костомарова и других), а также статьи на исторические, этнографические, библиографические, религиозные, церковно-обрядовые темы и иные материалы.
Из исторических и этнографических материалов выделяются статьи И. Гавришкевича «Село Каменка Волоска», А. Петрушевича («Іосифъ Шумлянскій, первый львовскій уніятскій Епископъ», «Историческій очеркъ о состояніи польского народа», «Акта относящіяся до затвержденія Капитулы Епископского Собора во Львовѣ», «Историческое известіе о древней почиевской обители Чину св. Василія Великого и типографіи ея…»), Я. Головацкого («Порядокъ школьный или Уставъ Ставропигійской школы во Львовѣ 1588 г.», «Письмо о галицко-руской словесности профессора Михаила Максимовича»), И. Щавинского («Выводы о начатку имени: Русь»), Е. Партицкого («Червоная Русь в часахъ пред-историчныхъ»), И. Шараневича «О первыхъ князяхъ на Острогу Острогскихъ», И. Бурчинского «Которіи причины оправдають основну и подробну науку в матерном языці и его словесности» и других авторов.
Из библиографических трудов выделяются статьи (без указания авторов) «Славянская библіографія. Украинска словесность» (выпуск 1), «Сочиненія и изданія Н. Костомарова», «Сочиненія и изданія А. Петрушевича», «Школьная библіографія» (выпуск 2) и «Библіографія Галицко-руская с 1772—1848 года» (выпуск 3/4) Я. Головацкого.
Церковно-обрядовой тематике были посвящены, в частности, статьи С. Качалы («Шизма и Москва»), И. Гальки («Колька слов о цілости устава святой литургіи»), О. Палюха «О книгах Богослужебныхъ особенно же о Литургіконѣ», И. Якимовича «Чувства Русина по поводу заключеннои в Римі конкордіи достославного г. 1863», «Соборъ Замойский и Уставъ Божественной службы по обычаю великой церкви и святой Горы бываемый» и другие.